# N11 (Burkina Faso)
Die N11 ist eine Fernstraße in Burkina Faso, die Banfora mit Batie verbindet. Die Fernstraße ist 260 Kilometer lang.
Sie beginnt in Banfora, ca. 80 Kilometer südwestlich von Bobo-Dioulasso. Die N11 ist eine Ost-West-Verbindung, verbindet aber keine größeren Städte. In Batie endet die N11, nicht weit von der Grenze zu Ghana und der Elfenbeinküste entfernt. Dies ist ein isoliertes Gebiet. Außerdem hat die Fernstraße nur im regionalen Verkehr eine Bedeutung. Sie ist größtenteils nicht asphaltiert.